# Билялетдинов, Ринат Саярович
Рина́т Сая́рович Билялетди́нов (род. 17 августа 1957, Москва) — советский и российский футболист, полузащитник; тренер. Мастер спорта СССР (1983). Заслуженный тренер России (2010). Отец полузащитника Динияра Билялетдинова.

## Карьера игрока
Первые шаги в футболе сделал в спортклубе авиационного завода «Союз», недалеко от современных «Лужников». В 1976 году играл в ЦСКА и стал чемпионом страны среди дублирующих составов. Карьеру футболиста провёл в костромском «Спартаке», московском «Локомотиве», «Шиннике» и «Орехово». В 1993—1995 годах выступал за чешский клуб УНЕКС. Отъезд в Чехию был продиктован исключительно финансовыми причинами. В 1995 году вернулся вместе с семьёй, чтобы окончить Высшую школу тренеров, хотя чешские товарищи уговаривали его не ехать в Россию, считая это опасным. Некоторое время семья жила за счёт того, что он время от времени играл за ветеранов, одновременно работая в фирме брата.

## Тренерская карьера

### «Спартак-2» и МИФИ
Работал тренером в детской школе клуба «Спартак-2». В 1997 году стал главным тренером команды МИФИ, выступавшей в Третьей лиге ПФЛ.

### «Локомотив» (Москва)
С 2004 по 2010 год являлся главным тренером дублирующего состава московского «Локомотива». С ноября по декабрь 2007 года исполнял обязанности главного тренера основной команды после отставки Анатолия Бышовца. В 2008 году стал единственным главным тренером дублирующего состава «Локомотива», который сумел привести команду к серебряным медалям в чемпионате. В 2010 году Билялетдинову было присвоено звание заслуженного тренера России за подготовку более 30 футболистов, заигравших в клубах Премьер-лиги и Первого дивизиона, включая сына Динияра, игравшего в сборной России, которого тренировал до 17-летнего возраста.

### «Рубин»
10 января 2014 года был назначен старшим тренером казанского «Рубина», сменив на посту Курбана Бердыева. Из-за отсутствия у Билялетдинова необходимой тренерской лицензии категории Pro роль главного тренера «Рубина» де-юре была отведена Владимиру Маминову. На сезон 2014/15 вновь был заявлен как старший тренер, главным тренером де-юре являлся Валерий Чалый. Получив лицензию Pro, 13 февраля 2015 года был заявлен уже в качестве главного тренера команды. В начале сентября 2015 контракт с Билялетдиновым был расторгнут.

### «СКА-Хабаровск»
20 декабря 2017 был назначен главным тренером аутсайдера премьер-лиги клуба «СКА-Хабаровск». Клуб проиграл первые четыре матча под руководством Билялетдинова, после гостевой ничьей с «Ахматом» контракт был расторгнут.

### «Олимп» (Химки — Долгопрудный)
14 сентября 2019 года был назначен главным тренером клуба ПФЛ «Олимп» (Химки). В мае 2020 произошло объединение клубов «Олимп» и «Долгопрудный» в новый клуб «Олимп-Долгопрудный». Билялетдинов остался главным тренером объединённого клуба. В октябре 2020 покинул пост главного тренера команды.

### С 2021 года
В 2021 году — главный тренер московской «Авроры» из дивизиона «А» чемпионата Москвы.
В 2022 году был тренером-консультантом клуба чемпионата Татарстана «Нэфис» Казань (в СМИ упоминался также как главный тренер).
В декабре 2022 года вошёл в тренерский штаб «Химок» в качестве старшего тренера. Исполнял обязанности главного тренера в матче 22-го тура чемпионата премьер-лиги против ЦСКА. 18 апреля 2023 года возглавил «Химки-М». В октябре 2023 года покинул пост главного тренера молодёжной команды «Химки-М».

## Статистика в качестве главного тренера
| Клуб                 | Начало работы   | Окончание работы | Результаты | Результаты | Результаты | Результаты | Результаты | Результаты | Результаты | Результаты |
| Клуб                 | Начало работы   | Окончание работы | И          | В          | Н          | П          | ГЗ         | ГП         | РМ         | В %        |
| -------------------- | --------------- | ---------------- | ---------- | ---------- | ---------- | ---------- | ---------- | ---------- | ---------- | ---------- |
| «МИФИ»               | 1 января 1997   | 31 декабря 1997  | 40         | 11         | 9          | 20         | 40         | 53         | -13        | 27,50      |
| «Локомотив» (Москва) | 12 ноября 2007  | 6 декабря 2007   | 2          | 0          | 0          | 2          | 0          | 3          | -3         | 0,00       |
| «Рубин»              | 13 февраля 2015 | 4 сентября 2015  | 25         | 9          | 5          | 11         | 25         | 31         | -6         | 36,00      |
| «СКА-Хабаровск»      | 20 декабря 2017 | 31 марта 2018    | 5          | 0          | 1          | 4          | 0          | 5          | -5         | 0,00       |
| «Олимп» (Химки)      | 9 сентября 2019 | 24 апреля 2020   | 7          | 3          | 3          | 1          | 10         | 9          | +1         | 42,86      |
| «Олимп-Долгопрудный» | 25 мая 2020     | 19 января 2021   | 18         | 13         | 2          | 3          | 31         | 20         | +11        | 72,22      |
| «Нэфис»              | 1 февраля 2022  | 8 декабря 2022   | 1          | 0          | 0          | 1          | 0          | 1          | -1         | 0,00       |
| «Химки»              | 3 апреля 2023   | 10 апреля 2023   | 1          | 0          | 0          | 1          | 0          | 3          | -3         | 0,00       |
| «Химки-М»            | 18 апреля 2023  | 6 октября 2023   | 19         | 7          | 3          | 9          | 25         | 31         | -6         | 36,84      |
| Всего                | Всего           | Всего            | 118        | 43         | 23         | 52         | 131        | 156        | -25        | 36,44      |